# Rachel Hurd-Wood
Rachel Clare Hurd-Wood (født 17. august 1990) er en engelsk skuespillerinde.

## Biografi
Rachel Hurd-Wood blev født i London, England, som datter af Philip og Sarah Hurd-Wood. Hun har en lillebror, Patrick, og hendes kældyr er to ørkenrotter, der hedder Romulus og Remus. Hurd-Wood bor i øjeblikket i en victoriansk hytte i Godalming, Surrey.

## Filmography
- Parfumen - Historien om en morder (2006), as Laure Richis
- An American Haunting (2005), som Betsy Bell
- Sherlock Holmes and the Case of the Silk Stocking (2004), som Imogen Helhoughton
- Peter Pan (2003), som Wendy Darling